# Saffar (Exoplanet)
Saffar (Ypsilon Andromedae b, abgekürzt auch υ And b) ist ein Exoplanet, der den rund 44,25 Lichtjahre von der Sonne entfernten Hauptreihenstern Titawin A im Doppelsternsystem Titawin (Ypsilon Andromedae) im Sternbild Andromeda umkreist. Er ist der innerste der vier bekannten Planeten im Planetensystem des Sterns.

## Namensherkunft
Wie alle Exoplaneten wurde Saffar ursprünglich allein mit dem offiziellen Namen des Sterns und einem Kleinbuchstaben, entsprechend der Reihenfolge der Entdeckung, bezeichnet. Nach einem öffentlich ausgeschriebenen Wettbewerb der IAU erhielt er am 15. Dezember 2015 einen offiziellen Namen nach Ibn as-Saffar, einem arabischen Astronomen des 11. Jahrhunderts in al-Andalus.

## Entdeckung
Der Planet wurde im Juni 1996 mittels der Radialgeschwindigkeitsmethode von einem Astronomenteam um Geoffrey Marcy und R. Paul Butler entdeckt und seine Entdeckung zusammen mit den Planeten Tau Bootis b und 55 Cancri b im Jahr 1997 veröffentlicht. Er gehörte damit zu den ersten bekannten Exoplaneten um einen Hauptreihenstern.

## Eigenschaften
Saffar umkreist seinen Zentralstern in einer Entfernung von nur etwa rund 0,06 AE in jeweils annähernd 4,6 Tagen. Seine Mindestmasse beträgt etwas mehr als zwei Drittel der Jupitermasse. Er gehört zur Planetenklasse der Hot Jupiters, die als Gasriesen ihren Zentralstern in sehr geringem Abstand umkreisen. Die tatsächliche Masse von υ And b könnte etwa 1,4 Jupitermassen betragen, die Bahnneigung rund 25°.
Messungen durch das Spitzer-Weltraumteleskop deuten auf eine Temperaturdifferenz auf dem Planeten zwischen der dem Stern ab- bzw. zugewandten Seite von rund 1.400 °C hin. Ausgehend von der Annahme einer jupiterähnlichen Atmosphäre könnte Saffar hoch in seiner Atmosphäre Silikat- und Eisenwolken besitzen. Polarimetrischen Messungen zufolge hat der Planet eine geometrische Albedo von 0,35 und ist damit dem Planeten Neptun im Sonnensystem vergleichbar.